# ニッポンノワール-刑事Yの反乱-
『ニッポンノワール-刑事Yの反乱-』（ニッポンノワール けいじワイのはんらん）は、日本テレビ系「日曜ドラマ」で2019年10月13日から12月15日まで放送された日本のテレビドラマである。主演は賀来賢人。

## 概要
本作品は、2019年1月期に同枠で放送された『3年A組-今から皆さんは、人質です-』と世界観を共有しており、「魁皇高校立てこもり事件」の9ヶ月後という設定となっている。
なお、本作品の終了後、日本テレビ制作による「日曜ドラマ」は2020年4月期の『美食探偵 明智五郎』まで1クール中断する。

## あらすじ
ある日、警視庁刑事の遊佐清春は森の中の小屋で目を覚ますと横に上司だった女性刑事・碓氷薫が血を流して死んでいて、自らの右手には拳銃が握られていた。このままだと、容疑者として追われてしまうことを察した清春は、現場に残された足跡や指紋など、自分にとって不利な証拠を消して立ち去るが不思議なことにここ3か月の記憶を失っていた。生前の薫が犯人死亡で解決になったはずの「東堂銀行十億円強奪事件」の再捜査を行っており、南武修介一課長に警察関係者が関わっていると示唆していたことを知った清春は「碓氷警部殺害事件」と共に十億円強奪事件についても調べ始める。
そんな中清春は、南武から薫の遺児である克喜を、しばらく預かってほしいと頼まれる。最初は面倒だと拒んでいたが、母親を失って涙を見せる克喜に対し「母親が死んだ真相を知りたければ、俺についてこい」といって面倒を見ることになる。
やがて本城諭理事官が容疑者として浮かぶが射殺され、公安部によって両事件の犯人に仕立て上げられてしまう。その解決に納得のいかない南武と清春たち旧碓氷班は捜査一課の一部と共に独自の捜査班を組織し、真相の究明に当たろうとする。謎が深まる中、才門要警部の恋人で薫の親友だった深水星良が関わった極秘プロジェクトや半グレ集団ベルムズが関係している地下組織が警察内部に存在し、「ニッポンノワール」と名乗っていることが判明する。
その直後、清春はガスマスクをつけた謎の男に襲撃され、男が見せた画像を目にした途端、碓氷薫と交わした会話の記憶の断片が戻ってくる。記憶によると、銀行から盗まれた十億はニッポンノワールが預けた研究のための資金で、それを強奪する指揮をとったのは薫自身であり、彼女は清春に組織の壊滅を求めていた。ニッポンノワールとは、人間の肉体や精神をコントロールする人体実験のための組織であった。

## キャスト

### 警視庁捜査一課碓氷班
遊佐清春（ゆさ きよはる）〈32〉
演 - 賀来賢人（幼少期：宮本琉成）
警視庁捜査一課碓氷班の刑事で、階級は巡査部長。
粗暴な性格なうえに反社会的勢力との繋がり、暴行や恐喝、情報の隠蔽などを平然と行うことから、同僚には「警視庁の癌」「日本一の悪徳刑事」と煙たがられている。
とある小屋の中で目を覚ました際、班長である薫が傍らで亡くなっているのを見つけるが、目覚めるまでの3ヶ月間の記憶を失っており、薫と度々衝突していたことや前日に無断欠勤をしていたことなどから最重要容疑者として疑われる。
南武の命令で薫の息子・克喜を預かることになる。当初は面倒臭がっていたが、やがて共同生活を始める。
情報屋として使っていた喜志がガスマスクの男に殺害されてからは「喜志殺害」の容疑を着せられ警察から追われるようになり、逃亡しながら事件の真相を探る。ガスマスクの男から画像を見せられる度に少しずつ記憶を取り戻しており、生前の薫から聞かされた「ニッポンノワール」の真実に近づいているが、碓氷元長官に辿り着くと、警視総監の命令で一時拘束される。
克喜が誘拐されたと知り逃走を手助けした宮城らと共に克喜を救出に向かうが、宮城が眼前で撃たれたことに逆上し、思ってもいなかった力を発揮する。
自身の体の異変から、既に人体実験を施されていたこと、警察学校時代に薫とホテルで肉体関係を持ったこと、清春自身が克喜の実父であることが判明する。
実験の責任者であった深水喜一から失っていた記憶を戻してもらい、アルティメットプログラムを実行して自身の力を解放した後に、ガスマスクの男であった名越と対決して決着をつけ、咲良にその模様をライブ中継してもらうことで、世間に「ニッポンノワール」の存在を知らせた。
咲良と3人で克喜の誕生日を祝っている途中、咲良に何かを頼まれたような感じで退室した後に血を流して倒れるが、その原因や生死は不明である。
碓氷薫（うすい かおる）〈39〉
演 - 広末涼子
「警視庁捜査一課のマドンナ」と称される女性刑事。1980年5月21日生まれ。碓氷班の班長で、階級は警部。シングルマザーで9歳になる息子・克喜を育てているが、父親が誰かは知られていない。
記憶を失った清春の横で射殺された状態で発見される。「東堂銀行十億円強奪事件」を極秘裏に再捜査していることが分かり、それを知った人間に殺された可能性が判明する。深水星良とは親友であり、星良が殺害された事件を機に、警察内部を秘密裏に調べていた。
実は、「東堂銀行十億円強奪事件」を起こした張本人であり、その時に金庫に保管されていた「アルティメットプログラム」のための新薬も同時に奪っていた。しかし「ニッポンノワール」を告発しようとしていたことを組織に知られ、星良同様に殺されることを覚悟したため、自ら他殺に見せ掛け自殺する計画を立てる。それによって警察全体が組織を捜査するように仕向け、また清春を自分を殺した容疑者にすることで間接的に警察の手で保護させることが狙いであった。
自殺は克喜のことを無視した独りよがりのエゴとして清春に阻止されるが、直後に現れたガスマスクの男に我が子を蔑ろにした報いを受けるように射殺されてしまい、死ぬ間際に清春に「克喜と後のことを頼む」と言い遺した。
克喜の父親は清春であり、9年前に清春と宮城が警察学校在学中に講師をしていて、その時にホテルで清春と関係を持ち、克喜を妊った。
名越時生（なごし ときお）
演 - 工藤阿須加
碓氷班の刑事。清春の後輩。
表向きの顔はノリの軽いお調子者で、格闘に強く暴力的で、感情が高ぶると大声で「パーリィーピーポーォー!!☆☆」と叫び、片っ端から暴れまわる。そのため清春をはじめ、ほとんどの人間から手酷い扱いをされていたが、実は全て演技だった。
その正体は、ガスマスクの男であり「ニッポンノワール」のメンバーだった。本性は公安部の眞木同様、刑事でありながら残忍冷酷なサイコパス。
ガスマスクの男として暗躍していた際は戦闘力をコントロールして清春を圧倒することもあれば、逆にあっさり倒されるなど、あたかもガスマスクの男が強い人物と弱い人物の複数人いるかように見せ掛けていた。しかし、この複数人説は後に才門がもう一人のガスマスクの男として暗躍するために逆に利用された。
碓氷薫に恋心を抱いたフリをして、実は彼女を監視していた。
さらに本城の吹聴を聞き入れ、清春を碓氷殺害の犯人だと思い込み、復讐のため、清春を襲撃するが逆に半殺しにされ、襲撃を見逃す代わりに「十億円強奪事件」と「碓氷警部殺害事件」の協力者になるというフリもしていた。
薫が清春に真実を託して自殺しようとする前に薫を射殺し、他にも多くの殺人を実行していた。
清春との最後の戦いに敗れた後は南武に手錠現行犯逮捕され、事前に彼の息子を殺害したため報復を受けた。
高砂明海（たかさご あけみ）
演 - 立花恵理
碓氷班の女性刑事。
クールな美貌をもつが内面は超ドS。名越曰く、株に失敗し多額の借金があり「十億円強奪事件」の犯人ではないかと疑われる。
実は、過去に年下の婚約者がいて彼との子供を中絶し、借金もその婚約者から押し付けられたものであった。才門警部と密かに男女の関係を持っているが、互いに過去の傷を埋めるためと自覚している。
江國光成（えくに こうせい）
演 - 杉本哲太
碓氷班のベテラン刑事。階級は警部補（腕章に金一本線があることから）。
聞き込み捜査などでは、強引なやり方を貫き通していて、他の刑事の注意を無視している。ライフルから拳銃のみを狙うなどスナイパーとしての腕も高い。
臓器移植が必要な妻・園子がおり、多額の手術費が必要なため、一時は「十億円強奪事件」の犯人ではないかと疑われる。しかし、清春が喜志のベルムズ時代の違法な伝手を利用して園子を移植が可能な病院に入院させたため、以降は清春に協力的になっている。

### 警視庁捜査一課
南武修介（なんぶ しゅうすけ）
演 - 北村一輝
警視庁捜査一課長。階級は警視正。
捜査一課のトップ。強面で苛立つと机や椅子、テレビを力任せに蹴飛ばすなど、荒っぽい面を持つ。
薫から「十億円強奪事件」の再捜査について相談を受けており、薫の死と「十億円強奪事件」の犯人が本城であるとし幕引きを図ろうとすることに異を唱え、碓氷班や一部の捜査一課の有志を集め、引き続き捜査を行う。
警察上層部からは今後のキャリアの安泰と引き換えに事件の隠蔽を求められているが、命令に従うフリをしながら様々な駆け引きをしつつ捜査を続ける。そのため薫から事件の真相の記憶を託されている清春のことを保護している。
なぜか克喜に優しく、海外出張とごまかして克喜を病院に連れて行った証拠がある。
生きていれば20歳ぐらいの息子がいるが、5年前から行方不明となっていた。息子がベルムズにいるという情報から「ニッポンノワール」とベルムズの繋がりを探っていたが、実は記憶を改竄された陣内凪人が息子であったと知り悲しみに暮れる。
「ニッポンノワール」の壊滅のためガスマスクの男を炙り出す清春の芝居に協力し、最後は自らガスマスクの男であった名越に手錠をかけて現行犯逮捕した。
伊上龍治（いがみ りゅうじ）
演 - 水上剣星
捜査一課の刑事。
碓氷班を疎ましく思っているが、才門と公安部が犯人が本城であると強引な結論をしたことにも納得できず、再捜査に加わる。
物語の中盤からヒゲを生やし始めたが誰も気づいてくれないため留置場で清春に愚痴を言ったところ、それまで散々他のメンバーから愚痴を聞かされていた清春の堪忍袋の緒が切れ、「ヒゲなんてどうでもいいわ!!」と怒鳴られショックを受けてしまった。
また最終話で清春が無事なことを知ると涙を流した。
香月安彦（こうづき やすひこ）
演 - 駒木根隆介
捜査一課の刑事。再捜査に加わる。
清春や名越、宮城のように格闘技の能力は皆無で、ベルムズの集団が襲撃してきた際には机の下に隠れるなど逃げの姿勢に徹している。
特別捜査班の中間的立場を自称しており、留置場の清春に「誰も苦労を分かってくれない」と愚痴をこぼすが、「香月さんがいてくれてよかったって思ってるよ。みんな」と清春に言葉を掛けられた時は嬉しそうにしていた。
左利き。
前園孝（まえぞの たかし）
演 - 横山涼
捜査一課の刑事。再捜査に加わる。
なぜか某特撮ヒーローのように拳銃を横手で構えるのが特徴。留置場の清春になぜ、自分が合コン三昧なのか理由を話す。
宮城遼一（みやぎ りょういち）
演 - 細田善彦（第1話 - 第8話）
警視庁捜査一課の刑事で、階級は巡査部長。清春とは警察学校の同期。
清春に手柄を横取りされた過去があり、それ以来犬猿の仲にある。
警察学校のころ、清春にエロ本を貸したことなどから「ムッツリ」「ロリコン」などと言われるが本人は頑なに否定している。
「魁皇高校立てこもり事件」での功績が認められ、本城の推薦もあり第1話で瀬ヶ山署生活安全課から捜査一課に異動する。恩人である本城が事件の犯人であることに納得できず、再捜査に加わる。
両親は事故死したと思い込んでいるが、幼少期や警察学校時代の記憶があやふやで、わずか半年前の「魁皇高校立てこもり事件」のことも忘れてしまっていたり、本城の娘の芹奈にキスされてからは彼女のことしか考えられなくなるなど、人格的に不安定な部分があった。
実は少年時代に殺人を犯していて、警察の地下組織によって「人格矯正プログラム」を施され記憶を操作されるという人体実験の第一号にされていた。そのため月に一度は警察病院で検診を受けていた（本人は「メンテナンス」と話していた）が、本人は自覚がなかったため、碓氷元長官からそのことを告げられショックを受ける。後に両親の代わりに自身を育てたとされる叔父も全くの他人であることを知る。
過去の罪やその記憶がないことへの恐怖を芹奈に打ち明け、一時は放心状態となっていたが、瀬ヶ山署時代の上司である郡司から「俺と過ごした時間は紛れも無い真実だ」と言われたことで正気を取り戻す。
捕らわれていた清春を脱走させ、共に誘拐された克喜の救出に向かう。間一髪で克喜を救出するも眞木と銃撃戦になり両足を負傷する。最期は眞木に拳銃を向けられた克喜を守ろうと揉み合いになり、左胸を撃たれる。
死の直前、「ニッポンノワール」の壊滅と芹奈への伝言を清春に託し警察官としての職務を全うして殉職する。
本城諭（ほんじょう ゆずる）〈54〉
演 - 篠井英介（第1話 - 第3話）
警視庁捜査一課理事官。階級は警視。芹奈の父。
「魁皇高校立てこもり事件」に携わり、その事件で共に働いた宮城を捜査一課に推薦した。
ベルムズの構成員と交際していた芹奈が「十億円強奪事件」の犯行車両を自宅の駐車場に隠していたため、娘と自分の保身のために犯行車両を秘密裏に解体してしまう。しかし、そのことを薫には気付かれており、また才門からはその件で脅迫され、才門の指示で清春に罪を着せるため清春の自宅に「十億円強奪事件」の犯行計画書と凶器を仕込んでいた。
それを清春に看破されると、錯乱して証拠との交換取引のため克喜を拉致。清春に拳銃を向けて相撃ちとなった末、左胸を撃たれ殉職した。死の直前、「これ以上罪を重ねることなく死ねる」と清春に礼を述べ、芹奈を見守っていると言い遺した。
しかし、公安上層部に恩を売りたい才門の策略により、死後に「十億円強奪事件」の首謀者と「碓氷警部殺害事件」の犯人として罪を被せられてしまう。

### 警視庁公安部
才門要（さいもん かなめ）〈42〉
演 - 井浦新
警視庁公安部の刑事で、階級は警部。
新人時代の清春に刑事のイロハを叩きこむ。掴みどころのない性格。「Look at me」という英語が口癖。
自ら名乗り出て薫亡き後の碓氷班の班長に就任するが、その裏で本城に（ヘリウムガスで声を変えて）「十億円強奪事件」に関する指示をしていた。
実は恋人だった深水星良の死の真相を薫と共に追っていて、星良が警察の秘密プロジェクトに参加していたことや彼女がプロジェクトの実態を公表しようとしたために警察から消されたと知り、彼女の復讐のために「ニッポンノワール」のメンバーになっていた。事件を隠蔽したい公安上層部のために本城を犯人に仕立てたが、全ての真相が解明されれば本城の冤罪も晴らされると考えていた。
清春たちに自分の真意を知られたため一時行方を晦まし、以降は自由気ままに独自の捜査をしつつ薫から聞いた事件の記憶を持つ清春を「相棒」として陰から援護する。しかし清春を助けたことで追われる立場となり、警察病院に潜入したところでガスマスクの男と格闘になって血だらけで倒れ、一時は死亡したと思われていた。実際には生き延びており、捜査一課の自分のデスクに仕掛けた盗聴器で清春たちの動向を探っていた。
第8話ではもう一人のガスマスクの男として登場。怪力で名越を圧倒し、留置場に勾留されている清春に克喜の居場所を伝えた。
最終話で清春の前に姿を現し、「ニッポンノワール」の一員として当初からガスマスクの男の正体を知っていたことや、清春の記憶を消したのは自分であったこと、「Look at me」という言葉で被験者に暗示をかけていたことを明かす。清春の記憶を消したのは新薬の隠し場所を知る清春の命を守るためであった。
「ニッポンノワール」に入った当初は組織の強大さに恐れをなし、組織に染まり悪事に手を貸していたが、「魁皇高校立てこもり事件」の犯人が戦っている姿をネットなどで知り、自分ももう一度組織に抗うことを決意し、清春をサポートしていた。そのため自らも人体実験を受けていたが、適合しなかったことで体がボロボロになり死期が近いことを悟る。
清春の成長を見届け、「プログラムの適応者としての力を正しく使って欲しい」と語った直後、名越に射殺された。
死の間際、最後まで清春を「相棒」と呼び続けた。
仁平（にひら）
演 - 相島一之
警視庁公安部の課長。
喜志が殺害された事件では、清春を犯人と決めつけて「被疑者死亡」という形で幕引きを図ろうとしており、また「逃亡の手助けをする可能性がある」として清春の動向についての情報を捜査一課に伝えようとせず、南武たちと衝突する。
「ニッポンノワール」からの指示で、放来撮影所に「十億円強奪事件」に関するフェイク動画の撮影を依頼していた。
また「ニッポンノワール」の理不尽な命令に振り回されている部分もあり、一度逮捕した清春が逃走した際は余裕が無くなり、終始焦っていた。
宇野（うの）
演 - 長谷川公彦
刑事部長。
眞木光流（まき みつる）
演 - 矢本悠馬（第6話 - 第8話）
警視庁公安部の刑事で、清春と宮城とは同期。
刑事でありながら、上司の命令を無視したり、ゲーム感覚で相手に暴行を振るったり銃を発砲したりする猟奇的かつ残忍冷酷な性格で清春とは別の意味で危険な人物。
逃亡犯となった清春を喜々として執拗に追う。才門曰く眞木が登場するのは「公安部が本気」であることらしい。闇医者の病院で清春と才門に逃げられたり、警察病院で清春に出し抜かれたことを根に持っており復讐の機会を伺っていた。
第8話で、克喜を殺そうとしたのを止めに入った宮城を揉み合いの末に殺害。その直後に、激昂し謎の力を発揮した清春によって地面に叩き付けられて張り倒されてしまう。その後公安部の幹部曰く「相当な痛手」だったことを南武に語っており、宮城殺人容疑で現行犯逮捕された。
使用拳銃は彼のみSIG SAUER P230JP。

### ニッポンノワールのメンバー、元メンバー
碓氷政明（うすい まさあき）
演 - 大和田伸也（第4話 - 第9話）
碓氷薫の父で、克喜の母方の祖父。元警察庁長官。
「ニッポンノワール」のメンバーであり、宮城や孫の克喜に「人格矯正プログラム」を施した張本人。
当初は清春を抹殺しようとしていたが、清春が新薬のありかの記憶を持っていてそれを取り戻しつつあることを知り、何者かから「取引」を持ち掛けられてからは、清春を生け捕りにするよう公安部に命じている。
第9話で、陣内凪人と会っていたところをガスマスクの男に襲撃され射殺された。
陣内凪人（じんない なぎと）
演 - 落合モトキ（第5話 - 第9話）
半グレ集団ベルムズの現在のリーダー。
喜志の逮捕で壊滅したベルムズを立て直し、現在は警察の地下組織のバックアップでフロント企業を経営している。「ニッポンノワール」の人体実験にベルムズの構成員を提供していた。
清春に半ば強引に逮捕される形で警察に連行されるが、警察に乗り込んできたベルムズのメンバーと清春たちの乱闘騒ぎの最中に、喜志によって交渉のための人質にされる。その後、喜志がガスマスクの男に射殺された混乱に乗じて逃走し行方を眩ます。
第9話で、碓氷政明と会っていたところをガスマスクの男に襲撃され射殺された。
実は自らも人体実験を受けて顔だけでなく名前や記憶・経歴を改竄されており、死後のDNA鑑定で南武の家出した息子の「南武 義人（なんぶ よしと）」であることが判明した。
このため、陣内の実態は人体実験のモルモットを組織に提供する都合の良い操り人形でしかなかった。
名越時生
演 - 工藤阿須加
警視庁捜査一課碓氷班の欄を参照。
才門要
演 - 井浦新
警視庁公安部の欄を参照。
深水喜一
演 - 笹野高史
深水家の欄を参照。
深水星良
演 - 入山法子
深見家の欄を参照。
ガスマスクの男
演 - 工藤阿須加、落合モトキ、井浦新
迷彩柄のポンチョにガスマスクという出立ち。主に散弾銃を所持していた。
その正体は名越で状況に応じて陣内も扮していた。その結果、後に才門がもう一人のガスマスクの男として暗躍するために逆に利用された。
名越は才門のもと、ニッポンノワールに従順に従うフリをしながらニッポンノワールを掌握するために様々な要人を殺害した。
陣内はガスマスクの男として喫茶店「bonnaro（ボナーロ）」を襲撃した。
才門はガスマスクの男として逆に、克喜の実験の妨害、清春の記憶の復元などを行い、ニッポンノワール打倒のため清春らを陰からサポートしていた。
宝生順平（ほうしょう じゅんぺい）
演 - 久保田康祐（整形前：田川隼嗣）
カウンセラーの深水星良を刺殺した「少年A」。
その後、「ニッポンノワール」による人体実験で顔と名前を変えられ、「東堂銀行十億円強奪事件」を起こした。
アジトで共犯者と仲間割れで撃ち合いになり死亡したと思われていたが、実は全員ガスマスクの男に扮した名越によって殺害されていた。

### 深水家
深水喜一（ふかみ きいち）〈72〉
演 - 笹野高史
喫茶店「bonnaro（ボナーロ）」のマスター。元科学捜査研究所技官。清春に特製ドリンクを与えている。
科捜研を定年退職した後に「ニッポンノワール」に引き抜かれ、彼らが人間の精神などを改造する人体実験を行っていることを知り断ろうとするも、星良を人質に取られていたために、やむを得ず承諾する。
清春らに施した「アルティメットプログラム」を作成し、同時に強化薬も完成させたが、新薬は十億円と共に行方知れずになったとされていた。星良が殺害された事件を機に組織を抜ける際に、咲良に危害を加えない代わりに「組織について口外しない」「強化薬を完成させる」という取引を交わしていた。
清春に飲ませていた栄養ドリンクは新薬の反発を緩和させるものであり、清春を組織から守るために才門と協力して偽の記憶を植え付けていたが、清春から頼まれたことで正しい記憶を戻し、アルティメットプログラムを実行した。
また薫からは銀行から盗まれた「ニッポンノワール」の資金十億円を託されており、被害者たちへの補償のために資金を使う約束をしていた。
深水星良（ふかみ せいら）
演 - 入山法子
ボナーロの写真に飾られている女性。深水の長女で、才門の恋人で薫の親友だった。
カウンセラーとして警察の極秘プロジェクトに参加していた。3年前にカウンセリングを担当していた宝生順平というベルムズの構成員に刺殺されているが、宝生は警察に保護されて顔を整形し「風間岳人」と名前を変えて「十億円強奪事件」に実行犯として加わっていたことが判明する。
「ニッポンノワール」が主導する人体実験に父・喜一が関わっていることを知り、喜一の制止を振り切る形で組織の実態を暴こうとして研究データを持ち出すが、組織の意向を受けた宝生に殺害され、研究データも奪われた。
深水咲良（ふかみ さら）
演 - 夏帆
フリーライター。深水の次女。
姉の死の真相を知るため清春の捜査に協力している。清春の留守中は克喜の面倒を見る。克喜から清春を好きなのかと聞かれてからは、清春を意識している。
第9話で、父が「ニッポンノワール」の研究に関わっていたこと、そのせいで姉が殺されたことを知りショックを受け、全ての真相を知った際は「組織と喜一がやっていることは更生でも何でもない」と強く非難した。
「ニッポンノワール」を告発する記事を書くが、どこにも掲載してもらえずインターネットにもアップできないことで困惑する。
SNSでライブ配信をしていた3年A組の元生徒に配信での告発を依頼するが、確実な証拠もなくインターネットで拡散することの危険性を彼らから指摘され、その時点では断念する。
その後、清春と名越が人体実験を受けた証拠として超人的な格闘能力で闘う場面に遭遇し、清春の頼みでその場面をライブ中継し、「ニッポンノワール」の存在を世間に告発することに成功した。

### その他
碓氷克喜（うすい かつき）〈9 → 10 〉
演 - 田野井健
碓氷薫の息子。2009年12月15日生まれ。母の死後は清春と行動を共にする。
特撮ヒーローのガルムフェニックスのファン。普段は大人びていて物分かりが良いが、何らかの薬を服用しており、急に我を忘れて暴れ出すことがある。
当初は南武が父親ではないかと才門が推測していて、清春もその説を信じていたが、徐々に清春の中で自らが父親であるような記憶が戻ってくる。
本来の克喜は母親の薫でさえ手がつけられないほど気性が激しい性格で、手当たり次第に物を散乱させたりしていたが、怒った薫に平手打ちされた挙句、包丁を向けてしまったことを後悔し、「母親と仲直りしたい」として「ニッポンノワール」による人体実験の「人格矯正プログラム」を施されたことで現在の大人しい性格に変化する。しかし、母・薫の死を受けて人格矯正プログラムの効果が徐々に薄れていき、前述のように「暴走」を繰り返し始める。また、克喜が服用している薬は正式な認可を得ていない「劇薬に近い精神安定剤」であり、服用し続けると死に至る危険性が高いものであった。
清春から何度も守られ、共に過ごしたことでだんだんと親子の絆が芽生え、心からの笑顔を見せるようになっていた。
最終話では清春が実の父親であったことを知り、「お父さん」と呼んで、清春が誰よりも強いヒーローに見えたと打ち明けた。
本城芹奈（ほんじょう せりな）
演 - 佐久間由衣
本城理事官の娘。
父に反発してベルムズの構成員と交際していたが、父が自分を守るために罪を犯したことを知り、今までの行いを後悔する。父の濡れ衣を晴らすために清春にベルムズの情報を伝え、喜一の計らいでボナーロで働き始める。
ベルムズ時代の男がボナーロに押しかけてきた際に、関係を断ち切るためにたまたま店を訪れた宮城を恋人と偽り、頬にキスしたことで、宮城から意識されるようになる。宮城の過去を聞かされた時には宮城が父の冤罪を晴らそうとしていることに感謝を述べ、克喜救出に向かう前にボナーロに立ち寄った宮城に「またこの席に戻ってきてほしい」と言って送り出すが、宮城が死んでしまったことで願いは叶わなかった。
その後は父と宮城の無念を晴らすために咲良と共に「ニッポンノワール」を告発するために活動している。
喜志正臣（きし まさおみ）
演 - 栄信（第1話 - 第5話）
半グレ集団ベルムズの元リーダーK。
「魁皇高校立てこもり事件」の際にフェイク動画作成などの罪に問われ、警察に逮捕されたのち服役していた。刑務所を出所してからは、古巣のベルムズとは関わらず真面目に生活し、清春の捜査協力もしている。
しかし実際は南武が極秘で手を回し、半年も経たずに取り調べを済ませ出所しており、出所後は南武に利用されていて、薫が殺害された事件でアリバイの偽装にも協力させられていた。また自分のいなくなった後のベルムズが「ニッポンノワール」と関与し、部下たちが利用されていることに感づいていた。
とあるバーでかつて恋人だった諏訪唯月に再会して彼女から励まされ、自分の信じる道を進むためにベルムズ時代の部下たちを率いて警察を襲撃、陣内を人質に取り、清春と交渉して部下たちを守ることと引き換えに事件についての告白をしようとした矢先に、ガスマスクの男に射殺されてしまう。
ファイター田中
演 - 前川泰之（第6話・第7話）
『3年A組-今から皆さんは、人質です-』に登場した特撮ヒーロー番組「ガルムフェニックス」のスーツアクター として特撮界のレジェンド的な存在。
現在は特撮スタジオの宝来撮影所の所長代理も務める。南武の高校時代の同級生で彼を「南ちゃん」と呼んでいる。
「正義」のためなら危ない橋を渡っても協力する気質で、「魁皇高校立てこもり事件」では犯行を起こした柊の支援をしたり、警察から依頼されて「十億円強奪事件」の犯人たちの映像を製作していた。清春が逃亡者となってからは南武から頼まれて撮影所の倉庫に清春を匿っている。
科学者
演 - 仲野元子

### ゲスト
第1話
遊佐健作（ゆさ けんさく）
演 - 増田修一朗（第9話）
清春の父親で、克喜の父方の祖父。
清春の出産後に妻が死亡したのが彼のせいだと思い込み、幼少期の清春に暴行を加えた。
第9話で逃亡中の清春と再会。認知症を患い清春のことを覚えていなかったが、克喜を見て幼少期の清春と思い込み、過去のことを泣きながら謝罪した。
第2話
石倉光多（いしくら こうた）
演 - 佐久本宝（第6話）
魁皇高校3年A組卒業生。現在はカラオケボックスの店員。
第6話では甲斐とともにダンスグループの練習中に清春から聞き込み捜査を受け、克喜にダンスを教えた。
第3話
照井施設長
演 - 桜井聖
第4話
魚住華（うおずみ はな）
演 - 富田望生
魁皇高校3年A組卒業生。
須永を遊園地に誘ったが休園日だったため、急遽デートを山登りに変更した。
須永賢（すなが けん）
演 - 古川毅（SUPER★DRAGON）
魁皇高校3年A組卒業生。魚住に誘われ遊園地に来ていたカップル。
江國園子（えくに そのこ）
演 - 加藤貴子
江國の妻。
権藤（ごんどう）
演 - 緋田康人（第6話）
廃病院で違法に開業している闇医者。清春曰く「裏の世界では評判の腕の優れた闇医者」らしい。
清春に頼まれ江國の妻を転院させたり、発作を起こした克喜を入院させ持っていた薬を分析し「劇薬に近い危険な未認可の薬」であることを清春に伝える。
第5話
佐久間現（さくま げん）
演 - バッファロー吾郎A
元魁皇高校教師で3年学年主任だった。
魁皇高校立てこもり事件の後、4月からは姫谷第三小学校に転勤となり、克喜のクラスを受け持つ。
三者面談で来校した清春を「お父さん」呼ばわりし、彼を動揺させ刑事であることを知るも「顔が怖いから反社の人だと思った」と失言し激怒させた上に恫喝され、警察に通報する。
諏訪唯月（すわ ゆづき）
演 - 今田美桜
魁皇高校3年A組卒業生。モデル。
かつて交際していたベルムズの喜志正臣に、高校時代に恩師から言われた言葉を伝えて信じる道を進むように諭す。
第6話
甲斐隼人（かい はやと）
演 - 片寄涼太（GENERATIONS from EXILE TRIBE）
魁皇高校3年A組卒業生。
石倉たちとダンスの練習中に清春から聞き込み捜査を受ける。その際に清春と克喜が警察から逃亡していることを察し、咄嗟の機転で彼らを匿う。
3ヶ月前に、ベルムズのメンバーである仁科からアルバイトに誘われたのを断ったが、その職場が警察病院であることに疑問を感じていた。仁科を含めたベルムズのメンバー数名が警察病院で消息を絶っていることを清春から聞き、彼の頼みでアルバイトの面接を受けて合格し、清春に案内書と仁科への伝言を託した。
西崎颯真（にしざき そうま）
演 - 今井悠貴
魁皇高校3年A組卒業生。
ファイター田中の下でスーツアクターの修行中で彼から「ニッシー」と呼ばれている。かつてのファイターの弟子に似て筋がいいと褒められている。中央警察病院でファイター田中と共にヒーローショーを行い清春たちが潜入するのに協力したものの、清春と勘違いした眞木に追いかけられ拳銃を向けられ、危く殺される寸前であった。
仁科（にしな）
演 - 笠松将
甲斐や石倉と同じダンスグループにいたベルムズのメンバーで甲斐にベルムズ絡みのバイトを紹介したが断られ、その後消息不明になっていた。
実はニッポンノワールの人体実験を受けていて警察病院の地下にある実験施設の通称“ゾンビ兵”となっていた。
第7話
熊沢花恋（くまざわ かれん）
演 - 堀田真由
魁皇高校3年A組卒業生。
水泳競技でオリンピックを目指している。練習の息抜きのためにボナーロを訪れた。
真壁翔（まかべ かける）
演 - 神尾楓珠
魁皇高校3年A組卒業生。
花恋、涼音とともにボナーロを訪れる。半年前の「魁皇高校立てこもり事件」と時には飄々としていた宮城が堅物で真面目な人格にガラッと変わってしまったことから「キャラが違う」と戸惑っていた。
水越涼音（みなこし すずね）
演 - 福原遥
魁皇高校3年A組卒業生。
花恋、真壁とともボナーロを訪れ、居合わせた宮城に挨拶するが、宮城に「魁皇高校立てこもり事件」の記憶がないことを不審に思う。
第8話
郡司真人（ぐんじ まさと）
演 - 椎名桔平
瀬ヶ山署の生活安全課少年係の刑事。宮城の元の上司。魁皇高校立てこもり事件に携わった。
南武から頼まれて、自分の過去を知ってしまいショックを受けている宮城の様子を見に警視庁を訪れる。
宮城が捜査一課に異動した後、ヒアリングを受けていて、その際に宮城の過去を知ったという。宮城の性格が瀬ヶ山署時代と変わってしまったことに驚くが、「お前とバディを組んだことを誇りに思う」と励ました。
第9話
堀部瑠奈（ほりべ るな）
演 - 森七菜
魁皇高校3年A組卒業生。
里見、結城と共にMind voiceでの生配信をカメラマンとして撮影していた際、「ニッポンノワール」の告発記事を世に出そうとしていた咲良と芹奈に遭遇し、高校時代の恩師の教えを元に、早急にネットにあげるのを踏み留まって、よく考えて動くようにと説得した。
里見海斗（さとみ かいと）
演 - 鈴木仁（最終話）
魁皇高校3年A組卒業生。
堀部、結城と共にMind voiceでの生配信を出演者として参加していた際、咲良と芹奈に遭遇し、「ニッポンノワール」の告発記事を出す時は確実な証拠と共に出すようアドバイスする。
最終話で咲良が清春とガスマスクの男の戦いを配信しながらニッポンノワールの存在を告発しているライブ動画を見つけ、それを拡散することで咲良の告発の手助けをした。
結城美咲（ゆうき みさき）
演 - 箭内夢菜
魁皇高校3年A組卒業生。
卒業後はYouTuberになった。魁皇高校立てこもり事件の様子を再現しMind voiceに投稿している。
瑠奈、里見と共に、咲良と芹奈に遭遇した際に、よく考えて動くように説得する。
最終話
瀬尾雄大（せお ゆうだい）
演 - 望月歩
兵頭新（ひょうどう あらた）
演 - 若林時英
中尾蓮（なかお れん）
演 - 三船海斗
金沢玲央（かなざわ れお）
演 - 新條由芽
辻本佑香（つじもと ゆうか）
演 - 大原優乃
上記5名は魁皇高校3年A組卒業生。
里見と共に、咲良のライブ動画を拡散することで「ニッポンノワール」告発の手助けをする。

## 用語

### 東堂銀行十億円強奪事件
物語開始の1ヶ月前の2019年9月9日、東堂銀行に4名の強盗が押し入り、保管してあった10億円を強奪して逃走した。捜査一課が追跡したものの犯人グループは巧みに逃走し行方を眩ました。3日後、碓氷薫が容疑者1名の身元を特定し碓氷班がアジトに踏み込むが、4名は互いに撃ち合いの上、死亡した。
上層部は、被疑者死亡と10億円の所在は不明ということで解決させたが薫は極秘裏に再捜査をし10億円の在処を特定していた。しかし、清春の記憶が蘇り主謀犯は碓氷薫本人であったことや10億円は警察の地下組織「ニッポンノワール」の極秘プロジェクトの資金であったことが判明する。

### 碓氷薫警部殺害事件
2019年10月13日、山小屋の中で警視庁捜査一課碓氷班班長・碓氷薫警部が射殺された状態で発見される。横でなぜか拳銃を握って気絶していた遊佐清春巡査部長は自分が被疑者にされてしまうことを危惧し、銃弾、足跡、指紋、毛髪などのDNA、碓氷薫の所持品など一切を処分してしまったため捜査は難航する。捜査員は前日、無断欠勤をしていて薫と度々衝突していた清春を犯人と決めつけるが決定的な証拠もなかった。
やがて才門ら公安部の策略で「東堂銀行十億円強奪事件」に使われた犯行車両を隠蔽するなどして死亡した本城諭理事官の犯行として世間に公表するが、到底納得のできない碓氷班や一部の捜査一課刑事によって引き続き捜査が行われることとなった。

### ニッポンノワール（Nippon Noir）
元は内務省所管だった国家警察のころ、巨悪事件を極秘捜査する部署として誕生したのが始まりで、その後何度か改名を繰り返し、現在の「ニッポンノワール」と呼ばれる地下組織となった。現在も薫の父である、元警察庁長官の碓氷政明を筆頭として暗躍している。警察病院の地下に研究所を構えており、そこで非合法な人体実験を行っている。また9年前には法で裁けない犯罪者たちを神隠しと称して処罰していた。
人体実験とは、再犯率の高い未成年の犯罪者に感情の抑制と記憶の改竄を行う「人格矯正プログラム」、国が軍事力の向上を目指し行なっていた「人体強化（アルティメット）プログラム」、人体実験を受けた人間を支配するための「精神支配プログラム」の以上3つがある。
中でも「人格矯正プログラム」には科捜研を退職したばかりだった深水喜一や心理カウンセラーだった喜一の長女・深水星良も関わっていた。
宮城遼一は人格矯正プログラム第1号の被験者で薫の息子である克喜も暴力的な性格を改善し母親と仲直りしたいという一心から祖父である政明に頼み込み、人格矯正プログラムを受けていた。星良はプログラムの存在とその非合法さを世間に公表しようとしたが組織の意を受けた人間によって殺害されてしまう。

### S&W M360J SAKURA
2000年代半ばから日本の警察に配備されている回転式拳銃・S&W M360J SAKURA。装填弾数は5発。清春をはじめ登場するほとんどの警察官が使用しておりかつ「碓氷薫警部殺害事件」の凶器。
人間を射殺するには十分な威力を持つはずだが警察病院の地下にある「ニッポンノワール」の研究施設に清春を救出するため特別捜査班が乗り込んだ際、施設を守っていた「ニッポンノワール」のメンバーには全く歯が立たなかった。

### ガルムフェニックス
- 演 - 前川泰之、今井悠貴

前作の『3年A組-今から皆さんは、人質です-』から引き続き登場した。克喜が好きな特撮ヒーロー。ファイター田中がスーツアクターとして演じる。
人の心を奪われた人間が怪人となりそれを倒すことで元の人に戻す。決め台詞は「Let’s think!」。
「魁皇高校立てこもり事件」の犯人の教師が敵役のスーツアクターとして出演していた際、その才能をファイターが見出し引退しガルムフェニックス役を譲る予定であったが、直前に癌の再発が発覚し断念、そのままファイターが演じ続けた。
「魁皇高校立てこもり事件」事件後はガルムフェニックス役を受け継ぐべく西崎がファイターの下で修行を始めた。前記の「魁皇高校立てこもり事件」の犯人の教師と同じく西崎も筋は良いらしい。
ガルムフェニックスの名前は薫のUSBのパスワード、決め台詞の「let’s think」はその中のファイル「アルティメットプログラム」を開くパスワードになっていた。

### Mind Voice（マインドボイス）
物語に登場する前作の『3年A組-今から皆さんは、人質です-』から引き続き出てきた架空のSNS。
放送された際は現実世界でTwitterにて公式にMind voiceが作られた。

### ベルムズ
謎の人物「リーダーK」を中心に東京で暗躍する半グレ集団。
「魁皇高校立てこもり事件」にて立てこもった教師がリーダーK（喜志）の正体とアジトの場所を暴いて当時の上司部下の関係であった郡司と宮城によって幹部が一斉検挙される。
半グレの中では特に力を持っていて立てこもり事件後、警察の内部とも繋がりがあることが明らかになる。喜志が逮捕された直後は衰退したが陣内がすぐに立て直した。
ガールズバーやフェイク動画の作成などで収益を上げている。
陣内がトップに立ってからは「ニッポンノワール」に人体実験のモルモットとしてメンバーを提供している。

## スタッフ
- 脚本 - 武藤将吾
- 音楽 - 松本晃彦
- 主題歌 - サザンオールスターズ「愛はスローにちょっとずつ」（TAISHITA LABEL / VICTOR ENTERTAINMENT）[14]
- オープニング・挿入曲 - ヴィヴァルディ 「協奏曲第4番 RV 297「冬」第1楽章 」[注釈 1]
- 警察監修 - 石坂隆昌
- アクションコーディネイト - 柴原孝典
- 制作協力 - AX-ON
- チーフプロデューサー - 西憲彦
- プロデューサー - 福井雄太、柳内久仁子
- 演出 - 猪股隆一、小室直子、西村了、西岡健太郎
- 製作著作 - 日本テレビ

## 放送日程
| 各話                                                                        | 放送日   | エピソードタイトル   | サブタイトル                                                                               | サブタイトル                       | ラテ欄                    | 演出       | 視聴率 |
| 各話                                                                        | 放送日   | エピソードタイトル   | HP                                                                                         | EPG欄                              | ラテ欄                    | 演出       | 視聴率 |
| --------------------------------------------------------------------------- | -------- | -------------------- | ------------------------------------------------------------------------------------------ | ---------------------------------- | ------------------------- | ---------- | ------ |
| 第1話                                                                       | 10月13日 | 笑えねぇ日々の始まり | 「笑えねぇ」俺が殺したのか… それとも何者かにハメられたのか…                                | 超規格外刑事ドラマ、ここに開幕!    | 超衝撃ミステリー開幕      | 猪股隆一   | 7.8%   |
| 第2話                                                                       | 10月20日 | 2つの事件            | 「碓井薫殺害事件」と「十億円強盗事件」の 事件の鍵を握るのは…                               | 暴かれる一つの罪! 偽る者は誰だ!?   | 十億円強奪事件の闇、暴く  | 猪股隆一   | 6.5%   |
| 第3話                                                                       | 10月27日 | 容疑者才門           | 2つの事件が幕を閉じようとした時、 清春は才門の過去をあぶり出す。                           | 直接対決! 最も怪しきあの男…!!      | 衝撃真実発覚! 動機は恋!?  | 小室直子   | 6.4%   |
| 第4話                                                                       | 11月03日 | 捜査一課長の嘘       | 南武がホンボシだと告げられた清春。 南武のある重大な嘘が暴かれる。                          | 核心、判明す!?……蘇る記憶!          | 蘇る記憶! 衝撃真実判明!   | 小室直子   | 6.5%   |
| 第5話                                                                       | 11月10日 | ベルムズ             | 誰が敵で誰が味方か…何が真実で何が虚構か… 「ニッポンノワール」第1部完結                     | 十億円強奪犯判明! 第1部、完結―。   | 第1部完! 10億強奪犯判明   | 猪股隆一   | 7.1%   |
| 第6話                                                                       | 11月17日 | 逃亡                 | 徐々に組織の輪郭が見え始めたニッポンノワール。 第2部「※※編」ここに開幕!                    | 第2部カク※※編開幕! 逆襲、始まる    | 2部カク××編開幕! 逆襲開始 | 西村了     | 6.4%   |
| 第7話                                                                       | 11月24日 | 極秘地下組織         | 徐々に明らかになりつつあるこの国に蔓延る闇。 ニッポンノワールの謎。                        | 暴く闇の正体! 亡き刑事、涙の真相…  | 息子を救え! 闇の人体実験  | 猪股隆一   | 6.0%   |
| 第8話                                                                       | 12月01日 | 人体実験             | 歴史、メンバー、目的… 次々に明らかになるニッポンノワールの全容。                           | 命懸けの救出劇! あの男の最期…。    | 判明! おまえが黒幕か…!    | 西岡健太郎 | 7.1%   |
| 第9話                                                                       | 12月08日 | 覚醒                 | ニッポンノワールの全容、 そして碓井薫を殺害した人物とは!? 全ての真実が清春の脳裏に蘇る夜。 | 蘇る全ての記憶! 覚せいの日、来たる | 覚醒の日来る! 蘇る全記憶  | 西村了     | 6.9%   |
| 最終話                                                                      | 12月15日 | 終幕                 | たった一人に反乱から始まった清春の孤独な旅。 その先に待ち受けるものとは…                   | 全ての謎は、この1時間の為にあった  | 全てが明かされる55分!     | 猪股隆一   | 8.1%   |
| 平均視聴率 6.9%（視聴率はビデオリサーチ調べ、関東地区・世帯・リアルタイム） |          |                      |                                                                                            |                                    |                           |            |        |

## Blu-ray、DVD
- 「ニッポンノワール-刑事Yの反乱-」　Blu-ray BOX、DVD-BOX、販売元：バップ、発売日：2020年5月20日